# Soultzmatt
Soultzmatt (deutsch Sulzmatt) ist eine französische Gemeinde mit 2466 Einwohnern (Stand 1. Januar 2022) im Département Haut-Rhin in der Region Grand Est (bis 2015 Elsass). Sie war Sitz der Communauté de communes de la Vallée Noble, die zum 1. Januar 2013 aufgelöst wurde. Nun gehört die Gemeinde zum Gemeindeverband Communauté de communes de la Région de Guebwiller.
Zur Gemeinde gehört auch das nordwestlich gelegene Dorf Wintzfelden (deutsch Winzfelden), weshalb die Gemeinde sich selbst Soultzmatt-Wintzfelden nennt.
Soultzmatt ist ein Ort an der Elsässer Weinstraße. Hier liegt am Fuß der Lage Grand Cru Zinnkoepflé mit 420 m der höchste Punkt der gesamten Weinstraße.

## Geografie
Soultzmatt liegt im Tal des Ohmbaches (auch Vallée Noble genannt) in den Südvogesen zwischen den Städten Colmar und Guebwiller. Das Gemeindegebiet gehört zum Regionalen Naturpark Ballons des Vosges. Im Südosten grenzt der Ort direkt an das Dorf Westhalten an. Weitere Nachbargemeinden sind Osenbach im Nordwesten und Orschwihr im Süden.

## Geschichte
Im Südosten der Gemeinde findet sich am Ufer des Ohmbachs das Schloss Wagenburg. Es wurde von der Familie Stör erbaut und gelangte später an die Familie von Jakob Körner und Rosina Moyserin. Deren einzige Tochter Ursula († 1604) brachte das Schloss in ihre Ehe mit Johann Christoph von Breiten-Landenberg († 1616), Rat des Fürstbischofs von Straßburg und Obervogt der Herrschaft St. Amarin. Das Schloss blieb bis zur Französischen Revolution im Besitz der Freiherren von Breiten-Landenberg. Heute befindet es sich im Besitz der Familie Ingold und dient als Weingut.
Während des Ersten Weltkriegs kämpfte rumänisches Militär an der Seite der Franzosen gegen Deutschland. 678 rumänische Gefallene und verstorbene Kriegsgefangene aus Elsass-Lothringen fanden auf dem größten rumänischen Soldatenfriedhof Frankreichs in Soultzmatt ihre letzte Ruhe.

## Bevölkerungsentwicklung
| Jahr      | 1962 | 1968 | 1975 | 1982 | 1990 | 1999 | 2007 | 2015 |
| --------- | ---- | ---- | ---- | ---- | ---- | ---- | ---- | ---- |
| Einwohner | 1990 | 2057 | 2040 | 1924 | 1997 | 2138 | 2244 | 2377 |

## Wirtschaft
Seit 1272 ist das Wasser der Quellen im „Vallée Noble“ bekannt, seit dem 17. Jahrhundert wird es in Flaschen abgefüllt und verkauft. Seit 1922 wird es vom Getränkeunternehmen Lisbeth – Les Sources de Soultzmatt als Quellwasser (eau de source) abgefüllt und vertrieben, ebenso wie die mit regionalem Zucker hergestellte Elsass-Cola. 2020 machte die Gesellschaft mit 20 bis 49 Mitarbeitern einen Umsatz von ca. 10.000.000 €.

## Sehenswürdigkeiten
- Die gotische Kirche St. Sebastian wurde ab 1309 errichtet, neben einem romanischen Turm, der etwa 1130 erbaut wurde.
- Das Rathaus (frz. Mairie) der Gemeinde wurde zwischen 1912 und 1914 erbaut.
- Der Menhir Langenstein wird etwa auf das Jahr 560 v. Chr. datiert.
- Kapelle Saint-Nicolas

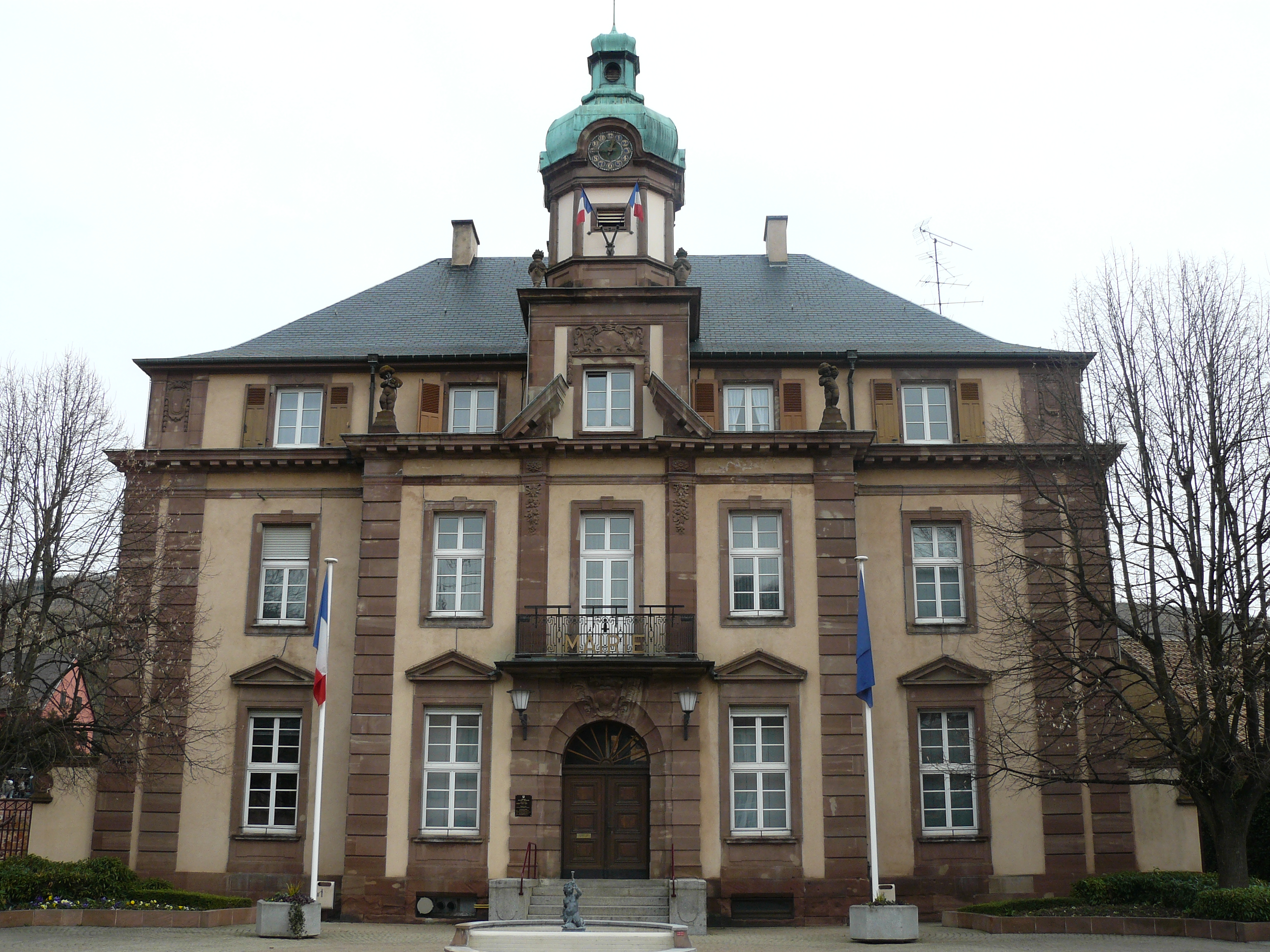
Rathaus (Mairie)
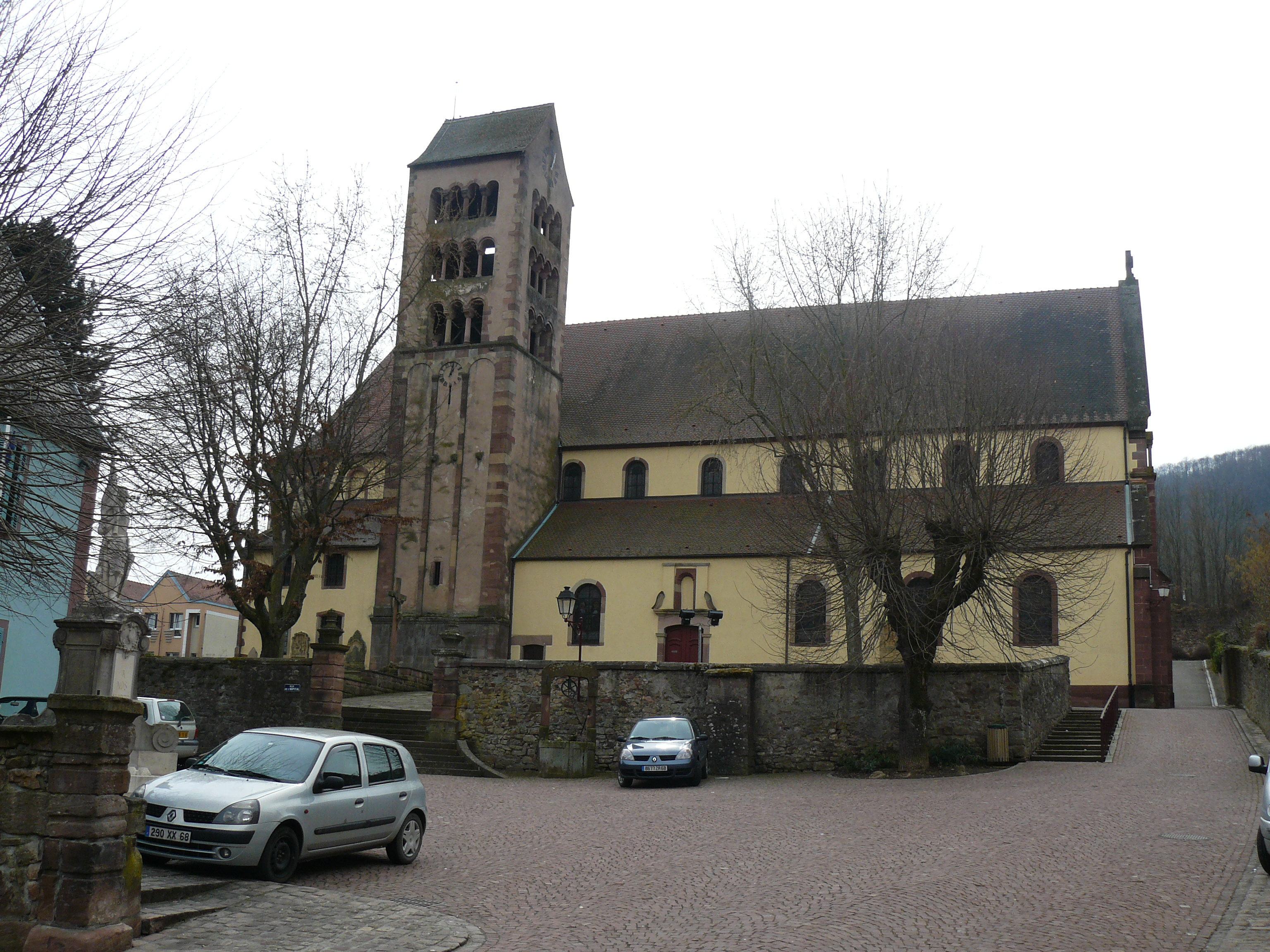
Kirche St. Sebastian
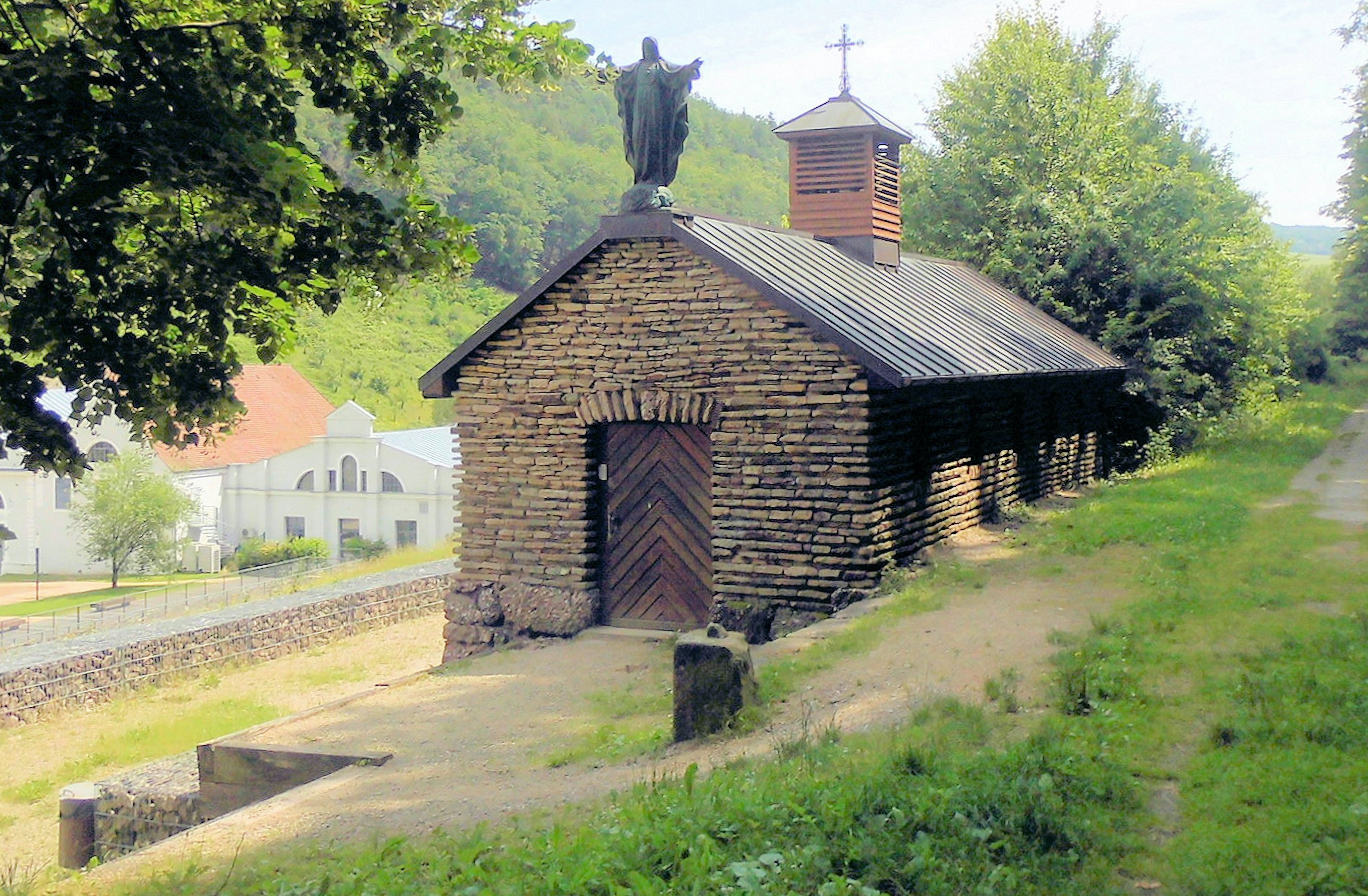
Kapelle St. Nikolaus
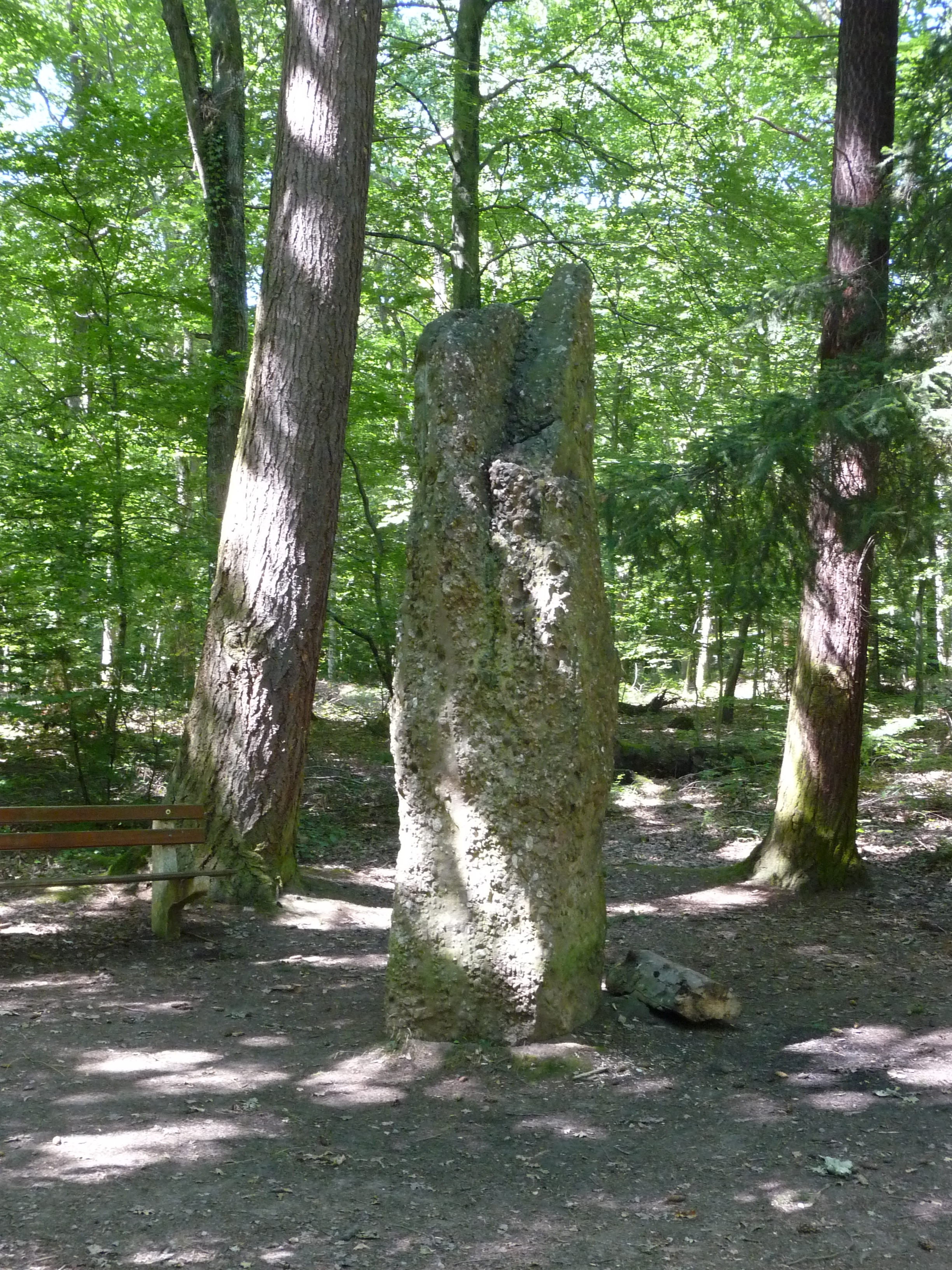
Menhir Langenstein

## Gemeindepartnerschaften
Partnergemeinden von Soultzmatt sind seit 1965 Talheim im deutschen Landkreis Heilbronn, seit 1985 Saint-Porchaire im französischen Département Charente-Maritime und seit 2011 die belgische Gemeinde Vresse-sur-Semois in Wallonien.

## Persönlichkeiten
- Isidore Loeb (1839–1892), Rabbiner und Erforscher der Geschichte der französischen und spanischen Juden
- Alfred Faust (1883–1961), Werbefachmann, Redakteur, Politiker und Pressesprecher des Bremer Senats

## Ehrenbürger
- Robert Ehrenfried (1920–2015), Bürgermeister der Partnergemeinde Talheim 1946–1977, Initiator der Partnerschaft und Ehrenbürger Talheims
- Rainer Gräßle, Bürgermeister der Partnergemeinde Talheim seit 2002